# Theodorákeio
Theodorákeio är en ort i Grekland.   Den ligger i prefekturen Nomós Péllis och regionen Mellersta Makedonien, i den norra delen av landet, 400 km norr om huvudstaden Aten. Theodorákeio ligger 420 meter över havet och antalet invånare är 583.
Terrängen runt Theodorákeio är varierad, och sluttar västerut. Runt Theodorákeio är det ganska tätbefolkat, med 54 invånare per kvadratkilometer. Närmaste större samhälle är Aridaía, 11,6 km väster om Theodorákeio. 